# Bélâbre
Bélâbre település Franciaországban, Indre megyében. Lakosainak száma 926 fő (2022. január 1.). Bélâbre Le Blanc, Chalais, Lignac, Mauvières, Ruffec és Liglet községekkel határos.

## Népesség
A település népességének változása:
| Lakosok száma | 1336 | 1067 | 1062 | 969  | 1019 | 980  | 968  | 945  | 934  | 926  |
|               | 1968 | 1982 | 1990 | 2006 | 2013 | 2015 | 2017 | 2019 | 2020 | 2022 |